# Gabunia flavitarsis
Gabunia flavitarsis är en stekelart som beskrevs av Joseph Kriechbaumer 1895. Gabunia flavitarsis ingår i släktet Gabunia och familjen brokparasitsteklar. Inga underarter finns listade i Catalogue of Life.